# Džungľa
Džungľa (maďarsky Dzsungel) je nejmenší městská část Košic (Slovensko), součást okresu Košice I. Leží severně od košického starého města, na levém břehu řeky Hornád. Existence Džungľe jako samostatné městské samosprávné jednotky s jen kolem 750 obyvateli, je často diskutovanou politickou otázkou.

## Historie
Tato čtvrť s lidovým názvem vznikla ve 30. letech 20. století, v 70. letech byla určena k asanaci, která se nakonec nerealizovala. Její poloha mezi centrem města a nově postavenými sídlišti jí přinesla dynamický rozvoj v podobě nákupního areálu podél Trolejbusové ulice. Jako samostatná městská část je Džungľa vedena od roku 1990. 

## Ulice
Severné nábrežie, Trolejbusová, Vŕbová, Prúdová, Plťová, Úzka, Člnková, Korýtková, Brodná, Hornádska, Rampová, Prešovská cesta.